# Amalthocini
Amalthocini son una tribu de coleópteros polífagos perteneciente a la familia Melyridae. Comprende un solo género: Amalthocus

## Especies
- Amalthocus bifasciatus	(Pic 1939)
- Amalthocus humerosus	(Abeille de Perrin 1899)
- Amalthocus metallicus	(Pic 1931)
- Amalthocus pici	Mayor 2004
- Amalthocus punctaticeps	(Pic 1949)
- Amalthocus sicardi	(Pic 1912)
- Amalthocus trinotatus	(Pic 1916)